# Света равнотежа (књига)
Света равнотежа: поновно откривање нашег места у природи (енгл. The Sacred Balance: Rediscovering Our Place in Nature) је стручна књига из области екологије коју је написао Дејвид Сузуки (енгл. David Suzuki) у сарадњи са Амандом Маконел (енгл. Amanda McConnell) и Адријен Мејсон (енгл. Adrienne Mason), објављена 1997. године. Српско издање објавила је издавачка кућа "Киша" из Новог Сада 2012. године у преводу Јелене Вукичевић.

## О ауторима
- Дејвид Сузуки (1936) је познати канадски генетичар и борац за заштиту животне средине. Водитељ је документарне серије Природа ствари. Оснивач је и председник Фондације Дејвид Сузуки. Написао је четрдесет књига. Добитник је Унескове награде за науку Калинга, Еколошке медаље Уједињених нација и Награде Глобал 500 програма за заштиту животне средине Уједињених нација, одликован Орденом Канаде, као и двадесет једног почасног доктората.[3]
- Аманда Маконел је докторирала енглеску кљижевност. Бави се писањем и написала је преко сто документарних филмова, од којих је већина за серију Природа ствари.[3]
- Адријен Мејсон је дипломирала биологију на Универзитету Викторије. Ауторка је бројних књига за одрасле и децу, уредница је научног часописа Знати - Научни часопис за знатижељну децу. Номинована је четири пута за књижевну награду Наука у друштву.[3]

## О књизи
Књига Света равнотежа: поновно откривање нашег места у природи је друго допуњено издање књиге коју је написао Дејвид Сузуки 2007. године, десет година од првог објављивања ове књиге 1997, када је желео са њом да наведе људе да схвате непорециву основу људских потреба. Деценију касније Сузуки поново разматра наше место у природном свету, у светлу еколошких промена и напретка у научним сазнањима.
Порука књиге је остала иста, катаклизмични догађаји из прошле деценије захтевају да преиспитамо своје понашање и истражимо нове начине живљења у равнотежи са светом који нас окружује. У новом и ревидираном издању аутор је анализирао те догађаје и истражио шта нам они говоре о нашем месту у свету.
Оно што се није променило од првог издања књиге јесте залагање човека да може живети богатим, испуњеним животом, а да не уништава баш оне елементе који га чине могућим. Аутор истиче да је животна средина неопходна за наш опстанак у таквој мери да се мора издигнути изнад политике и постати основна вредност свих чланова друштва.